# Theo Jansen
Theo Jansen (n. 17 martie 1948) este un artist neerlandez ce aparține curentului modern numit cinetism.
Cele mai interesante opere ale sale sunt niște structuri (cunoscute sub numele de Strandbeest) alcătuite în special din tuburi PVC, care se deplasează cu ajutorul vântului și care prezintă o anumită modalitate de adaptare la mediu, motiv pentru care sunt considerate adevărate forme de viață artificială.
Printre alte invenții ale sale se pot menționa o mașină de vopsit și o farfurie zburătoare.